# Tlačová agentúra Slovenskej republiky
Tisková agentura Slovenské republiky, zkratka TASR, (únor 1993 – 2008 Tlačová agentúra Slovenskej republiky – Slovakia, 1. 4. 1992 – únor 1993 Česko-slovenská tisková agentura Slovenské republiky) je slovenská tisková agentura. Sídlí v Bratislavě, ředitelem je Vladimír Puchala, který byl zvolen správní radou TASR 5. září 2017.
TASR vznikla 1. dubna 1992 vyčleněním z Československé tiskové agentury pod provizorním názvem „Česko-slovenská tisková agentura Slovenské republiky“;[ve zdroji nenalezeno] zbylá Česko-slovenská tisková agentura pak brzy zanikla a 15. 11. 1992 z ní vznikla Česká tisková kancelář.
TASR byla donedávna státní organizací, až 23. září 2008 byla transformována na veřejnoprávní instituci. TASR se definuje jako „veřejnoprávní, národní, nezávislá, informační instituce, která poskytuje službu veřejnosti v oblasti zpravodajství“.
TASR provozuje zpravodajský internetový portál Teraz.sk, který je přístupný veřejnosti od 7. března 2012.
Dne 18. září 2012 spustila tisková agentura nový portál Webmagazin.sk, který je propojen se zpravodajským portálem Teraz.sk.